# Cássia
Cássia là một đô thị thuộc bang Minas Gerais, Brasil. Đô thị này có diện tích 643,866 km², dân số năm 2007 là 17572 người, mật độ 28,5 người/km².